# Église Saint-Arsène de Montréal
 (février 2022).
Si vous disposez d'ouvrages ou d'articles de référence ou si vous connaissez des sites web de qualité traitant du thème abordé ici, merci de compléter l'article en donnant les références utiles à sa vérifiabilité et en les liant à la section « Notes et références ».
L'église Saint-Arsène est une église du quartier La Petite-Patrie à Montréal. Elle est située au 1015 rue Bélanger, à l'angle de l'avenue Christophe-Colomb dans l'arrondissement de Rosemont–La Petite-Patrie.
Construite en 1954 sur des plans de l'architecte Joseph-Armand Dutrisac, elle se distingue par son clocher de forme ogivale.